# Csehszlovákiai Magyar Népszövetségi Liga
Csehszlovákiai Magyar Népszövetségi Liga a szlovákiai magyarok kisebbségvédelmi szervezete volt a két világháború között.
1922-ben alapították Losoncon és Pozsonyban. A Népszövetségi Ligák Világszövetségének tagja volt. A Szlovenszkói és Ruszinszkói Szövetkezett Ellenzéki Pártok Közös Bizottsága keretén belül a Szüllő Géza vezetése alatt működő külügyi albizottság hozta létre. Hivatalos bejegyzését a csehszlovák hatóságok évekig elutasították, így arra csupán 1925-ben kerülhetett sor.
Feladata a szlovákiai magyar kisebbséget ért sérelmeknek a nemzetközi közvélemény elé tárása volt. Ebben a feladatban kulcsszerep jutott Szüllő Gézának, aki a húszas évek elejétől rendszeresen képviselte a magyar kisebbséget a különböző nemzetközi fórumokon: a Népszövetségi Ligák Világszövetségében, az Európai Nemzetiségek Kongresszusán és más intézményekben.
Vezetői voltak 1922-től Novek Béla, 1931-től Esterházy János, 1937-től Szüllő Géza. 1922-ben ügyvezető alelnöke Flachbarth Ernő volt. Titkára volt többek között Szvatkó Pál.